# Rosador association sportive de Passamaïnty
Maillots
Actualités
| \| Passamaïnty \| Le club est basé à Passamaïnty. |
| Passamaïnty                                       |

L'Association sportive de Rosador, couramment abrégé en AS Rosador ou Rosador, est un club de football français fondé en 1978 et basé à Passamaïnty sur l’île de Mayotte.
Le club réside au stade de Passamaïnty. Le club est présidé par Issouf Madi et est entraîné par Mohamed Ibrahim. L'équipe première masculine évolue en Régionale 1.

## Histoire

### Genèse du club
Le mot "rosador" est la liaison de deux mots "rose" et "or". C'est dans les années 1970 que les jeunes de Passamainty ont décidé de créer un club de Football. Parmi ces jeunes, il y avait Soula Marta, Soula Attoumani (Othé) et Ali Abdallah. Plusieurs noms circulaient mais Othé (Soula Attoumani) proposa le nom de rosador par hasard et le nom fut repris par ses camarades. C'est ainsi que le club de foot de Passamainty est devenu Rosador.
La première rencontre eut lieu au stade de Mtsapéré mais le jeune club de Passamainty n'avait pas triomphé. En effet, ils ont été battus par Olympique de Mtsapéré 18 buts à 1. Le premier but de l'AS Rosador a été marqué par Ali Abdallah (Moingné Ali Babali), ancien conseiller général de Mamoudzou III.

### Premiers succès nationaux
Championne pour la première de son histoire en 1993, le club réalise le premier triplé de l’histoire du football mahorais en 1993, 1994 et 1995. Avant de récupérer le titre en 1997. L’ASR réalise à nouveau le triplé en 1999, 2000 et 2001.
En 1994, le club remporte sa première coupe de Mayotte avant de réitérer deux fois d’affilée en 1998 et 1999. Entre 1994 et 1999, l’AS Rosador gagne 5 fois la coupe de France régionale dont 4 de suite en 1995 et 1999 et une finale en 2001. À la fin des années 2000, l’ASR remporte la supercoupe de Mayotte et la coupe de Mayotte en 2009. Le club est trois finaliste de la coupe de France régionale en 2008, 2021 et 2022
Le club a gagné plusieurs titres grâce au travail acharné de son président emblématique connu sous le nom de Président "Maya". On ne peut pas parler de Maya sans évoquer son fidèle compagnon, le plus grand entraîneur que Mayotte ait connu, l'ancien international malgache Marsy “Maîtra“ pour les intimes, qui a fait la gloire de l'AS Rosador durant une décennie.
Selon les commentateurs, la notoriété de l'AS Rosador vient du soutien de sa population et notamment des habitants des cinq quartiers de Passamainty: Gnambotiti, Kavani-bé, Msakouani, Baitilmal et Cavani-tanamalza.
De nombreux joueurs ont marqué les esprits pendant les années de gloires de Rosador: Nanou (Ahmed Ali) ancien capitaine, Dayé, Stéve, Badaou, Djanfar , Houdhouna, Tako, El Anrif, Badé, Anli Moustoifa, Fakih, Momo, Djanfar, Nourdine, Babamoina, Boinayou, Taoufique, Soibaha, Izayas et El Anrif (capitaine emblématique depuis 2001)... De cette génération dorée seulement 5 joueurs sont encore en activité[Quand ?] et sont licenciés au club : Sosse, Didona, Djanfar, Soibaha (Vco Vahibé), Houdhouna(FCM).

### Histoires récentes
Le club se qualifie en finale de la coupe de France Régional 2022 et affrontent les Diables noirs. Le 14 octobre 2023, le club remporte la finale de la coupe régionale de France face à l’ACSJ Mliha sur le score de 3 buts à 0. Les Verts affronteront l’Olympique d'Alès en Cévennes le week-end du 18-19 novembre pour le 7e tour de la coupe de France,,, pensionnaire de National 2.
Le 27 mars 2024, la Rosador remporte la supercoupe de Mayotte face à son rival le FC Mtsapéré 6-7 aux TAB.

## Personnalités du club

### Présidents
Le tableau suivant récapitule les différents présidents de l’Assocation Sportive de Rosador depuis sa création en 1978.
| Rang | Nom                   | Période   |
| ---- | --------------------- | --------- |
| 1    | Abdou Hamissi Batrolo | 2010-2012 |
| 2    | Issouf Madi           | -         |
|      |                       |           |

### Entraîneurs
Les tableaux suivants récapitulent les différents entraîneurs de l’Association Sportive de Rosador depuis sa création en 1978.
| Rang | Nom           | Période |
| ---- | ------------- | ------- |
| 1    | Ndaka Andjami | -       |
|      |               |         |

### Joueurs emblématiques
| Rang | Pays         | Nom | Matchs | Période |
| ---- | ------------ | --- | ------ | ------- |
| 1    | Pays inconnu |     |        |         |

| Rang | Pays         | Nom | Buts | Période |
| ---- | ------------ | --- | ---- | ------- |
| 1    | Pays inconnu |     |      |         |

## Palmarès et résultats
Le tableau suivant récapitule les performances de l'AS Rosador dans les compétitions national et régionale.
| - Championnat de Régional 1 (11) - Champion en 1990, 1991, 1992, 1993, 1994, 1995, 1997, 1999, 2000, 2001 et 2009 - - Vice-champion en - Coupe de Mayotte de football (4) - Vainqueur en 1994, 1998, 1999 et 2009 - Finaliste en - Coupe Régionale de France (6) - Vainqueur en 1994, 1996, 1997, 1998, 1999 et 2023 |

## Identité du club

### Équipementiers
| Période  | Équipementier | Sponsor maillot principal |
| -------- | ------------- | ------------------------- |
| en cours | Nike          | ADL Mayotte               |